# Ilha King

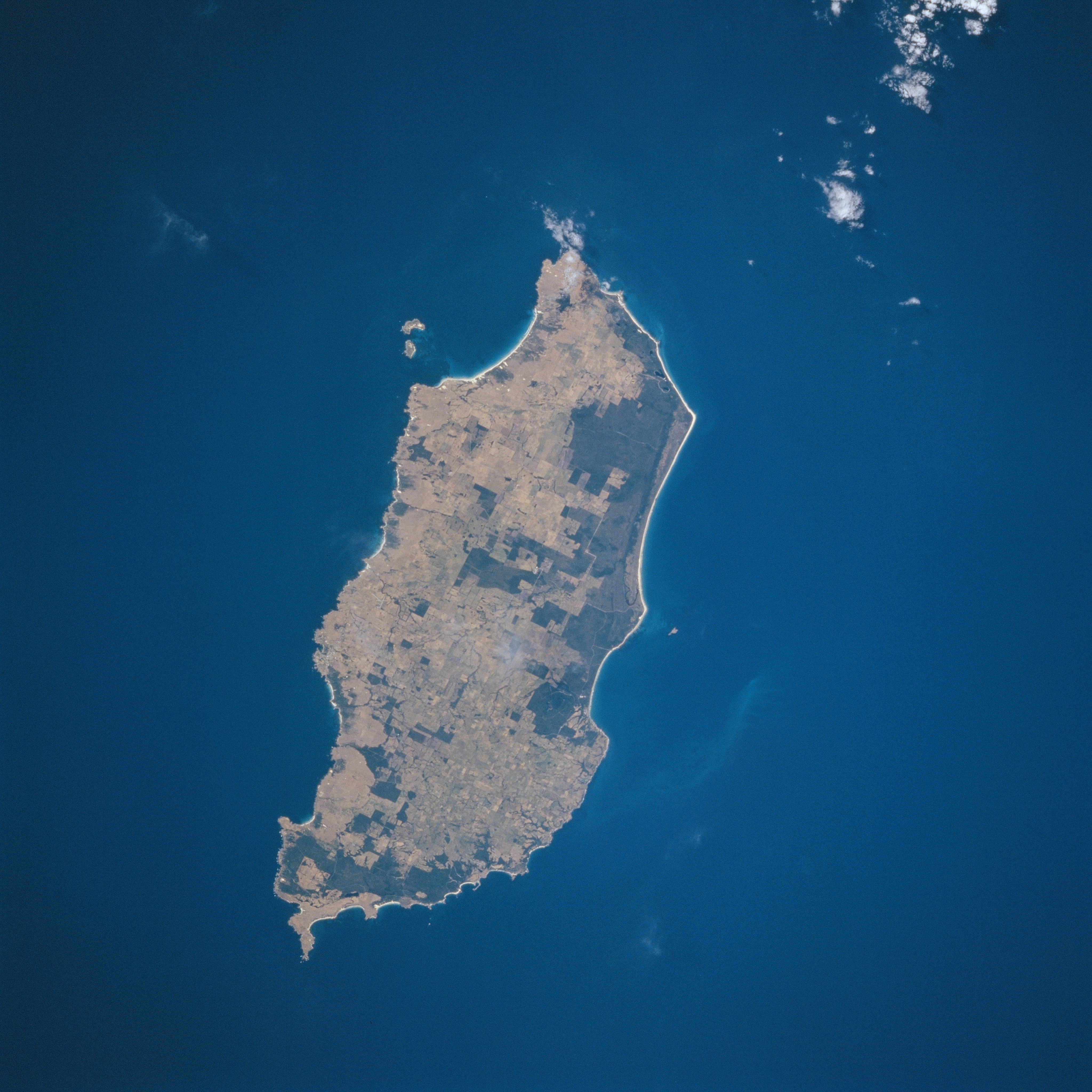
Ilha King vista do espaço

A Ilha King é uma ilha no Estreito de Bass, pertencente ao estado australiano da Tasmânia. É a segunda maior ilha do Estreito de Bass (depois da Ilha Flinders). A população da ilha no censo de 2016 era de 1 585 pessoas, acima dos 1 566 em 2011. A área de governo local da ilha é o King Island Council.

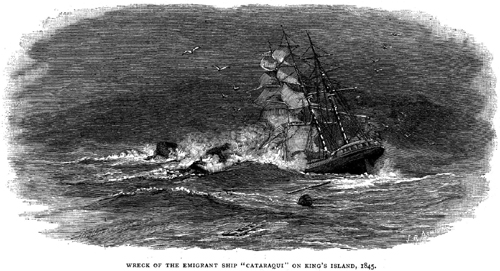
Naufrágio do Cataraqui, o desastre marítimo mais mortal da Austrália, com 400 vítimas. 314 corpos recuperados estão enterrados em King Island em cinco túmulos

A Ilha King foi visitada pela primeira vez por europeus no final do século XVIII. Foi nomeado após Philip Gidley King, governador colonial de New South Wales, cujo território na época incluía o que hoje é a Tasmânia. Os caçadores de foca estabeleceram assentamentos temporários na ilha no início do século 19, mas não foi até a década de 1880 que assentamentos permanentes foram estabelecidos. O maior deles é Currie, situado na costa oeste da ilha. Hoje, a economia da ilha é amplamente baseada na agricultura e no turismo. É também a casa do Parque Eólico Huxley Hill.

## Naufrágios
Situado no centro da entrada ocidental do Estreito de Bass, King Island foi o local de mais de 60 naufrágios conhecidos, envolvendo a perda de mais de 2 000 vidas. Muitos King Islanders são descendentes de sobreviventes de naufrágios. Naufrágios notáveis incluem:
- 1801, navio grande e não identificado de três mastros, provavelmente um baleeiro. Nenhum sobrevivente conhecido.
- 1835, Neva, navio de 327 toneladas, 225 vidas perdidas.
- 1840, Isabella, navio com 287 toneladas, sem vidas perdidas.
- 1843, Rebecca, barca de 243 toneladas, cinco vidas perdidas.
- 1845, Cataraqui, navio de 802 toneladas, 400 vidas perdidas.
- 1854, Brahmin, navio com 616 toneladas, 17 vidas perdidas.
- 1854, Waterwitch, escuna de 134 toneladas, nenhuma vida perdida.
- 1855, Whistler, navio clipper americano, 942 toneladas, duas vidas perdidas.
- 1855, Maypo, brigue com 174 toneladas, duas vidas perdidas.
- 1865, Arrow, escuna com 166 toneladas, uma vida perdida.
- 1866, Netherby, navio com 944 toneladas, sem vidas perdidas.
- 1871, Loch Leven, navio de ferro com 1 868 toneladas, uma vida perdida.
- 1874, British Admiral, navio clipper de ferro, 79 vidas perdidas.
- 1875, Blencathra, barca de ferro com 933 toneladas, nenhuma vida perdida.
- 1910, Carnarvon Bay, navio de aço com 1 932 toneladas, nenhuma vida perdida.
- 1920, Southern Cross, madeira, bergantim de três mastros, 257 toneladas, pelo menos 9 vidas perdidas.